# 圓筒蛇鰻
圓筒蛇鰻，為輻鰭魚綱鰻鱺目糯鰻亞目蛇鰻科的其中一種，分布於西大西洋區，從古巴至巴西海域，棲息在底層海域，屬肉食性，生活習性不明。

## 擴展閱讀
維基物種上的相關：圓筒蛇鰻